# Benjamin Bradshaw
Benjamin Bradshaw (n. 15 august 1879, New York City, New York, SUA – d. 19 aprilie 1960) a fost un luptător ce a reprezentat Statele Unite ale Americii, medaliat olimpic. A participat la o ediție a Jocurilor Olimpice (1904) în care a câștigat o medalie de aur.

## Participări
Lista de mai jos prezintă principalele competiții la care a participat Benjamin Bradshaw de-a lungul carierei.
- wrestling at the 1904 Summer Olympics – men's freestyle featherweight[*]